# Ruše (Žalec, Slovenija)
Ruše je naselje u slovenskoj Općini Žalecu. Ruše se nalazi u pokrajini Štajerskoj i statističkoj regiji Savinjskoj. 

## Stanovništvo
Prema popisu stanovništva iz 2002. godine naselje je imalo 69 stanovnika.